# 花輪年香
花輪 年香（はなわ としか、生没年不詳）とは、明治時代の浮世絵師。

## 来歴
月岡芳年の門人。『浮世絵師人名辞書』に「芳年門人、明治」とある。明治31年（1898年）建立の月岡芳年翁之碑には「芳年社中故門人」の中に「花輪年香」の名があり、これ以前に没していたとみられるが、その他の経歴や作については不明。